# 版石镇
版石镇，是中华人民共和国江西省赣州市安远县下辖的一个乡镇级行政单位。

## 行政区划
版石镇下辖以下地区：
版石镇社区、周屋村、安信村、河西村、松岗村、湘洲村、竹高村、上坑村、岭东村、赖坑村、虎板村、海螺村、红光村和余坑村。